# Catedral del Sagrado Corazón (Brazzaville)
La Catedral del Sagrado Corazón o bien Catedral del Sagrado Corazón de Brazzaville (en francés: Cathédrale du Sacré-Cœur de Brazzaville) es la catedral de Brazzaville, en el país africano de la República del Congo. La iglesia es la sede del obispado de la arquidiócesis de Brazzaville y es la catedral existente más antigua en el centro de África.
El edificio fue construido en 1892 y consagrado en 1894. El espacio fue renovado en 1952 y 1993. La entrada principal da al este y está decorada con dos grandes estatuas policromadas de San Pablo y San Pedro, que datan de antes de 1914. Charles de Gaulle la visitó en 1944 y el papa Juan Pablo II hizo lo propio en 1980.